# Dietgeshof
Der Dietgeshof ist ein Weiler im Stadtteil Theobaldshof der Kleinstadt  Tann (Rhön) im hessischen Landkreis Fulda. Der Ort befindet sich nordöstlich des Kernorts Tann im Ulstertal auf ungefähr halben Weg nach Knottenhof an der Landesstraße L 3175.
Der Dietgeshof ist eine Ansammlung mehrerer Gebäude. Neben einigen Wohnhäusern und Gebäuden zur landwirtschaftlichen Nutzung ist die dortige Apfelweinkneipe der touristische Hauptanziehungspunkt des Dietgeshofs und wird vorwiegend von Wanderern, Motorsportlern und Radfahrern genutzt.

## Geschichte und Nutzung
Bis zum Juni 2004 wurde das angrenzende Gelände als Off-Road-Fahrgelände für Motorräder, Geländewagen und Quads genutzt. Danach wurde diese Nutzungsform durch die untere Naturschutzbehörde des Landkreises Fulda untersagt, da sie nicht zur Zielsetzung des Biosphärenreservats Rhön passte.
Koordinaten: 50° 39′ N, 10° 2′ O